# يابسة (الرقة)
يابسة قرية سورية تتبع ناحية مركز تل أبيض في منطقة تل أبيض في محافظة الرقة. بلغ عدد سكانها 592 نسمة في عام 2004 حسب إحصاء المكتب المركزي للإحصاء.